# Mysłaki Małe
Mysłaki Małe – osada w Polsce położona w województwie warmińsko-mazurskim, w powiecie ostródzkim, w gminie Miłakowo.
W latach 1975–1998 miejscowość administracyjnie należała do województwa olsztyńskiego.